# Aliseo (torpilleur)
Le Aliseo (indicatif  « AS ») était un torpilleur italien de la classe Ciclone lancé en 1942 pour la Marine royale italienne (en italien : Regia Marina).

## Construction et mise en service
Le Aliseo est construit par le chantier naval Navalmeccanica de Castellammare di Stabia en Italie, et mis sur cale le 16 septembre 1941. Il est lancé le 20 septembre 1942 et est achevé et mis en service le 28 février 1943. Il est commissionné le même jour dans la Regia Marina.

## Histoire du service
Unité moderne de la classe Ciclone, conçue spécifiquement pour l'escorte des convois le long des routes périlleuses vers l'Afrique du Nord, le torpilleur Aliseo est entré en service à la fin du mois de février 1943, pendant la phase finale de la guerre des convois pour la Tunisie. Entre autres choses, le Aliseo était équipé d'un radar de fabrication allemande, le "Fu.Mo. 31/42". Le premier commandant du navire est, de février à avril 1943, le capitaine de corvette (capitano di corvetta) Umberto Manacorda, remplacé le 17 avril 1943 par le capitaine de frégate (capitano di fregata) Carlo Fecia di Cossato, ancien as des sous-marins de l'Atlantique (BETASOM),.
Le 22 juillet 1943, le Aliseo quitte Pozzuoli pour escorter vers Civitavecchia, en compagnie du torpilleur allemand TA 11 et de deux chasseurs de sous-marins: les vapeurs Adernò et Colleville. Dans la matinée du 23 juillet, le convoi est attaqué par des avions: l'un des appareils ennemis est abattu et l'un des escorteurs italo-allemands est endommagé et contraint d'amerrir, tandis que le Aliseo subit des avaries de pont, un feu sérieux près des grenades sous-marines et le gouvernail à cause d'un tir de mitrailleuse. Le capitaine de frégate Fecia di Cossato décide de laisser le convoi poursuivre sa route pendant que son propre navire remorque l'avion amerri jusqu'à la côte et répare les dommages causés au gouvernail. Le Aliseo rejoint les autres navires à 17h30. Vers 19h30, cependant, le Adernò est torpillé par le sous-marin britannique HMS Torbay (N79) et coule en quelques minutes. Le Aliseo, après avoir mis à l'eau une vedette pour repêcher les naufragés, effectue pendant plusieurs heures une chasse anti-sous-marine infructueuse.
Le jour de la proclamation de l'armistice (Armistice de Cassibile du 8 septembre 1943), le Aliseo se trouve dans la base de La Spezia : dans la journée du 8 septembre, l'unité et un navire-jumeau (sister ship), le Ardito, sont partis du port ligurien. Sur le Aliseo étaient également embarqués le commandant des torpilleurs, l'amiral Amedeo Nomis di Pollone, et l'amiral Aimone di Savoia-Aosta. Les deux unités se dirigent vers Bastia, où elles arrivent dans la soirée en apprenant la proclamation de l'armistice. Le 9 septembre, alors que les troupes allemandes procèdent à l'occupation du port corse, le navire réussit à sortir, tandis que le Ardito reste bloqué à l'intérieur du port et est fortement endommagé par le feu des batteries côtières, tombées aux mains de la Wehrmacht, et par de nombreuses unités allemandes. Fecia di Cossato, voyant l'autre torpilleur en difficulté, fait demi-tour et fait face à onze navires allemands : les chasseurs de sous-marins UJ 2203 et UJ 2219, escortant les barges armés F 366, F 387, F 459, F 612 et F 623, et la barge FL B. 412 de la Luftwaffe et les vapeurs armés Humanitas et Sassari, italiens mais capturés par les Allemands. Le navire dans l'action a été soutenu également par quelques batteries qui avaient été récupérées par les artilleurs italiens et par l'intervention, dans la phase finale du combat, de la corvette Cormorano. Le Aliseo réussit à couler à la fois des chasseurs de sous-marins et des barges à moteur, mettant également hors d'état de nuire l'Humanitas et le Sassari,,. Plus précisément, le Aliseo, ayant reçu du commandant du port, après que le port ait été en grande partie repris, l'ordre d'attaquer et de détruire la flottille allemande, a ouvert le feu à 7h06 à partir d'environ 8 300 mètres, en réponse aux navires allemands, qui, le UJ 2203 en tête, avaient déjà commencé à tirer. À 7h30, le Aliseo est touché par un obus de 88 mm dans la salle des machines et reste temporairement immobilisé, puis, après avoir réparé les dégâts, il dirige son feu contre le UJ 2203 qui, dévasté, explose à 8h20. Dix minutes plus tard, le UJ 2219 subit le même sort et trois des radeaux à moteur sont coulés, tandis que les deux autres radeaux à moteur sont envoyés à l'échouage et le bateau de la Luftwaffe est coulé avec l'aide du Cormorant, arrivé entre-temps. La victoire à Bastia est l'une des raisons pour lesquelles Fecia di Cossato a reçu la médaille d'or de la valeur militaire,.
Après la bataille, le 'Aliseo, après avoir récupéré 25 survivants allemands, se dirige avec le Ardito endommagé vers Portoferraio (où de nombreux torpilleurs, corvettes et unités mineures et auxiliaires des ports tyrrhéniens avaient convergé), où il arrive à 17h58 le 9 septembre, débarquant les amiraux Nomis di Pollone et Savoia-Aosta et les survivants allemands. Le matin du 11 septembre, le navire quitte Portoferraio avec six autres torpilleurs (dont les navires-jumeaux Indomito, Animoso, Ardimentoso et Fortunale) et se dirige vers Palerme, un port contrôlé par les Alliés, où le groupe arrive à dix heures le matin du 12 septembre,. Les navires restent dans la rade du 12 au 18 septembre, date à laquelle ils entrent au port et reçoivent de l'eau et des provisions des Américains. Le 20 septembre 1943, le navire quitte le port sicilien avec plusieurs autres unités et se rend à Malte, où il livre une partie des provisions reçues aux autres navires italiens déjà arrivés dans l'île. Le 5 octobre, le Aliseo, ses navires-jumeaux et trois autres torpilleurs quittent Malte et retournent en Italie.
Le navire, basé à Tarente, opère également pendant la cobelligérance (1943-1945) dans des missions d'escorte, restant sous le commandement de Fecia di Cossato jusqu'en juin 1944, date à laquelle l'officier est d'abord débarqué et mis en état d'arrestation (à la suite de son refus de prêter serment au nouveau gouvernement Bonomi) puis, libéré après que des émeutes aient éclaté à bord du Aliseo, il est mis en congé (au cours duquel il se suicide pour dénoncer la grave crise des valeurs auxquelles il a toujours cru).

### Commandants
- Capitaine de corvette (Capitano di corvetta) Umberto Manacorda (né à Rome le 26 octobre 1913) (février - 16 avril 1943)
- Capitaine de frégate (Capitano di fregata) Carlo Fecia di Cossato (né à Rome le 25 septembre 1908) (17 avril - septembre 1943)

### Cession
Après la fin du conflit, le traité de paix a attribué le Aliseo, ainsi que son navire-jumeau le Indomito, à la Yougoslavie, en réparation des dommages de guerre. Avec le code provisoire Y9 précédé de quelques jours par son jumeau Indomito livré le 28 avril.
Rebaptisé Biokovo (RE-52), le navire est resté en service actif sous son nouveau pavillon yougoslave jusqu'au 6 avril 1965 pour être ensuite désarmé et mis au rebut à partir de 1971.

## Nom
Le nom "Aliseo" a ensuite été attribué par la Marine à une frégate de classe Maestrale lancée à Riva Trigoso le 29 octobre 1982. La marraine du lancement était Mme Elena Marzoni Fecia di Cossato, petite-fille de Carlo Fecia di Cossato.